# Pentanisia microphylla
Pentanisia microphylla là một loài thực vật có hoa trong họ Thiến thảo. Loài này được (Franch.) Chiov. mô tả khoa học đầu tiên năm 1929.